# Ulrich Schmissat
Ulrich Schmissat (* 10. Februar 1955 in Moers) ist ein deutscher Schauspieler und Regisseur.

## Ausbildung
Von 1977 bis 1983 studierte Ulrich Schmissat Theater-, Film- und Fernsehwissenschaften in Erlangen und Köln. Außerdem nahm er in dieser Zeit privaten Schauspiel- und Gesangsunterricht. Schmissat besuchte 1999 die Workshops Kamera und Lichtgestaltung bei Film und Fernsehen am Filmhaus Köln. Er beherrscht die Instrumente Klavier, Gitarre und Akkordeon. Außerdem spricht er Englisch, Französisch und Italienisch fließend.

## Filmografie

### Schauspieler
- 1991: Eurocops: Doppelleben
- 1992: Geschichten aus der Heimat: Überfälle
- 1992/2008: Lindenstraße – (2 Einsätze in Nebenrollen)
- 1993: Hallo, Onkel Doc!
- 1994–1995: girl friends – Freundschaft mit Herz
- 1996: Schwurgericht
- 1997: T.V. Kaiser
- 1997: Nikola
- 1998: Alarm für Cobra 11
- 1998–2001: Die Wache (Fernsehserie, 2 Folgen)
- 1999: Dance of the Dolfins
- 1999: Der Clown
- 2001: Knolle Kurfürst
- 2002: Alarm für Cobra 11
- 2003: Schuldig?
- 2004: SOKO Köln
- 2004–2005, 2008: Unter uns
- 2005: Aktenzeichen XY … ungelöst
- 2005: Verbotene Liebe
- 2005: Düsseldorf 40220
- 2006: Der Liebeswunsch
- 2006: Die Anruferin
- 2006: Angie
- 2006: Balthasar
- 2007: Ahornallee
- 2008: Das Papstattentat
- 2008: Lindenstraße
- 2011: Wilsberg – Frischfleisch (Fernsehserie)
- 2013: Wilsberg – Gegen den Strom
- 2018: Marie Brand und der schwarze Tag
- 2018: Die Füchsin – Spur in die Vergangenheit
- 2019:  Kroymann (Satiresendung, 1 Folge)

### Regisseur
- 1980–1984: Inszenierungen an verschiedenen Theatern
- 1984–1995: Regiearbeiten für Industrie- und Schulungsfilme
- 1995: Der kleine Horrorladen am Kaiserhoftheater Köln
- 1995: Die Schöne und das Biest, Dialogregie
- 1996: Jede Menge Leben, Regie + Dialogregie
- 1997: Geliebte Schwestern, Coaching + Dialogregie
- 1998: Herrn Neeses Gespür für Eis
- 2001: Backstage Bistro, 3 Folgen Regie
- 2003: Citroën-Jahrestagung, Co-Regie
- 2004: Mitsubishi-Jahrestagung, Assistenz der künstlerischen Leitung + Ablaufregie
- 2005: Der gute Kriminelle im Theatermuseum Düsseldorf, Dialogregie